# سردچال

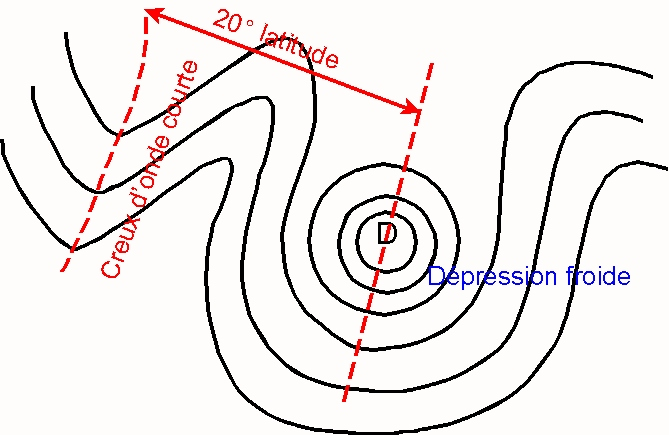
یک cold low ثابت که در آن یک سردچال یافت می‌شود.

سردچال اصطلاحی است که در اسپانیا و فرانسه استفاده می‌شود و معمولاً به هر رویداد بارندگی شدیدی که در پاییز در امتداد سواحل مدیترانه اسپانیا یا در سراسر فرانسه رخ می‌دهد اشاره می‌کند. در اروپا، سردچال متعلق به ویژگی‌های آب و هوای مدیترانه ای است.
نام اسپانیایی gota fría که مستقیماً از اصطلاح Kaltlufttropfen اقتباس شده بود، توسط هواشناسان آلمانی معرفی شد و در دهه ۱۹۸۰ اسپانیا به عنوان یک اصطلاح عمومی برای اشاره به هر رویداد بارندگی شدید بسیار محبوب شد.